# 씬의 퀴즈
《씬의 퀴즈》는 tvN에서 방송된 텔레비전 프로그램이다.

## 방송 개요
미지의 게임 마스터 '씬'이 각각 다르게 제공해 주는 영상 정보를 서로 공유해, 국내 대표 예능치트키 6인이 하나의 답을 도출해 나가는 새로운 스타일의 퀴즈 게임쇼
.

## 방송 시간
| 방송 채널 | 방송 기간                       | 방송 시간             | 비고 |
| tvN       |                                 |                       |      |
| --------- | ------------------------------- | --------------------- | ---- |
| tvN       | 2019년 7월 11일~2019년 8월 15일 | 목요일 오후 11시 00분 |      |

## 출연자

### 멤버
- 장동민
- 김준현
- 허경환
- 양세찬
- 유병재
- 김진우

### 게스트
- 앤디 (2회)
- 신동 (3회)

## 시청률

### 2019년
| 회차 | 방송일   | AGB 시청률     |
| 회차 | 방송일   | 대한민국(전국) |
| ---- | -------- | -------------- |
| 1    | 7월 11일 | 0.8%           |
| 2    | 7월 18일 | 0.7%           |
| 3    | 7월 25일 | 0.7%           |
| 4    | 8월 1일  | 0.8%           |
| 5    | 8월 8일  | 0.6%           |
| 6    | 8월 15일 | 0.6%           |